# Cachoeira Véu de Noiva (Mato Grosso)
A Cachoeira Véu de Noiva é uma queda-d'água localizada no Parque Nacional da Chapada dos Guimarães, no estado brasileiro de Mato Grosso, a 12 quilômetros do centro da cidade de Chapada dos Guimarães (junto ao centro de visitantes do Ibama).